# César Miño
César Eduardo Miño Amarilla (San Lorenzo, Central, 31 de mayo de 2007) es un futbolista paraguayo. Juega de mediapunta y su equipo actual es el Club Guaraní de la Primera División de Paraguay.

## Trayectoria
Debutó como profesional el 3 de julio de 2022, el entrenador Fernando Jubero lo hizo ingresar al minuto 45 para enfrentar a Olimpia en la última fecha del Torneo Apertura pero fueron derrotados 0-2 en el Estadio Rogelio Silvino Livieres. Disputó su primer encuentro oficial con 15 años y un mes con la camiseta número 39.
En su primera temporada como profesional jugó 8 partidos y su equipo finalizó la tabla acumulada en quinto lugar, por lo que clasificaron a la Copa Sudamericana 2023.
Al comienzo de la temporada 2023 no tuvo tanta participación con los profesionales, en el Torneo Apertura disputó 3 partidos. Para el Torneo Clausura tuvo más rodaje, puntualmente desde la fecha 14 hasta la última estuvo presente en todos los partidos. El 5 de noviembre convirtió su primer gol oficial, fue frente a Club General Caballero, equipo al que vencieron 2-0. Culminó el año con 14 presencias y 1 gol convertido, Guaraní clasificó nuevamente a la Sudamericana tras quedar en cuarta posición de la tabla anual acumulada de puntos.

## Selección nacional

### Sub-17
Formó parte de la selección de fútbol sub-17 de Paraguay que compitió en el Sudamericano de 2023, aunque era un año más joven que la mayoría de sus compañeros. En su debut en el torneo, jugó los últimos 10 minutos del primer partido contra Venezuela, que terminó en un empate 1-1. En el segundo encuentro, fue titular contra Perú y se destacó al marcar dos goles, que selló la victoria por 2-0. El equipo avanzó al hexagonal final con dos empates y dos victorias, pero no logró clasificarse para la Copa Mundial Sub-17.
| Torneo                      | Sede    | Resultado    | Partidos | Goles |
| --------------------------- | ------- | ------------ | -------- | ----- |
| Sudamericano Sub-17 de 2023 | Ecuador | Quinto lugar | 9        | 3     |

### Sub-20
Fue parte del proceso de la selección de fútbol sub-20 de Paraguay durante el 2024 a pesar de dar 2 años de ventaja. Jugó amistosos contra Uruguay, Venezuela y Rusia. El 8 de enero de 2025, Miño recibió el llamado del seleccionador Aldo Duscher para ser parte del plantel albirroojo en el Sudamericano Sub-20 de 2025.

## Estadísticas

### Clubes
Actualizado al último partido citado el 31 de julio de 2025.
| Club                | Div.          | Temporada     | Liga  | Liga  | Liga   | Copas nacionales | Copas nacionales | Copas nacionales | Copas internacionales | Copas internacionales | Copas internacionales | Total | Total | Total  |
| Club                | Div.          | Temporada     | Part. | Goles | Asist. | Part.            | Goles            | Asist.           | Part.                 | Goles                 | Asist.                | Part. | Goles | Asist. |
| ------------------- | ------------- | ------------- | ----- | ----- | ------ | ---------------- | ---------------- | ---------------- | --------------------- | --------------------- | --------------------- | ----- | ----- | ------ |
| C. Guaraní Paraguay | 1.ª           | 2022          | 8     | 0     | 0      | 1                | 0                | 0                | -                     | -                     | -                     | 9     | 0     | 0      |
| C. Guaraní Paraguay | 1.ª           | 2023          | 13    | 1     | 0      | 1                | 0                | 0                | 0                     | 0                     | 0                     | 14    | 1     | 0      |
| C. Guaraní Paraguay | 1.ª           | 2024          | 15    | 1     | 0      | 1                | 0                | 0                | 1                     | 0                     | 0                     | 17    | 0     | 0      |
| C. Guaraní Paraguay | 1.ª           | 2025          | 6     | 0     | 1      | 0                | 0                | 0                | 1                     | 0                     | 0                     | 7     | 0     | 1      |
| C. Guaraní Paraguay | Total club    | Total club    | 42    | 2     | 1      | 3                | 0                | 0                | 2                     | 0                     | 0                     | 47    | 2     | 1      |
| Total carrera       | Total carrera | Total carrera | 42    | 2     | 1      | 3                | 0                | 0                | 2                     | 0                     | 0                     | 47    | 2     | 1      |
| 1. 2.               |               |               |       |       |        |                  |                  |                  |                       |                       |                       |       |       |        |

### Selección
Actualizado al último partido citado el 17 de febrero de 2025.
| Selección         | Temporada         | Continental | Continental | Continental | Mundial | Mundial | Mundial | Amistosos | Amistosos | Amistosos | Total | Total | Total  |
| Selección         | Temporada         | Part.       | Goles       | Asist.      | Part.   | Goles   | Asist.  | Part.     | Goles     | Asist.    | Part. | Goles | Asist. |
| ----------------- | ----------------- | ----------- | ----------- | ----------- | ------- | ------- | ------- | --------- | --------- | --------- | ----- | ----- | ------ |
| Sub-17 Paraguay   | 2023              | 9           | 3           | 0           | -       | -       | -       | ?         | ?         | ?         | 9     | 3     | 0      |
| Sub-17 Paraguay   | Total sel.        | 9           | 3           | 0           | 0       | 0       | 0       | 0         | 0         | 0         | 9     | 3     | 0      |
| Sub-20 Paraguay   | 2024              | —           | —           | —           | —       | —       | —       | 4         | 0         | 0         | 4     | 0     | 0      |
| Sub-20 Paraguay   | 2025              | 6           | 0           | 0           | -       | -       | -       | 0         | 0         | 0         | 6     | 0     | 0      |
| Sub-20 Paraguay   | Total sel.        | 6           | 0           | 0           | 0       | 0       | 0       | 4         | 0         | 0         | 10    | 0     | 0      |
| Total selecciones | Total selecciones | 15          | 3           | 0           | 0       | 0       | 0       | 4         | 0         | 0         | 19    | 3     | 0      |
| 1.                |                   |             |             |             |         |         |         |           |           |           |       |       |        |